# 卡皮莱拉
卡皮莱拉，是西班牙安达卢西亚自治区格拉纳达省的一个市镇。总面积57平方公里，2001年普查人口總數為557人，人口密度為每平方公里10人。